# Die Löwen
Die Löwen (Original: Lie Down with Lions) ist ein Thriller des britischen Schriftstellers Ken Follett. Das Buch erschien 1986 und wurde ein großer Erfolg.

## Vorgeschichte
Der CIA-Agent John Michael Raleigh befindet sich unter seinem Decknamen Ellis Thaler in Paris, um Terroristen und deren Hintermänner unschädlich zu machen. Sein Kontakt ist die schöne Jane Lambert, in die er sich verliebt. In Janes Freundeskreis finden sich alle Personen, die er sucht, vor allem revolutionäre Gruppen, die in Frankreich schon mehrere Attentate verübt haben. Jane, die nicht akzeptieren würde, dass er für die CIA arbeitet, ahnt davon nichts und beginnt mit Ellis ein Verhältnis. Solange er jedoch seine Arbeit nicht beendet hat, kann er Jane gegenüber keine Versprechungen machen, und als sie nicht mehr länger warten will, stellt sie ihn vor ein Ultimatum. Ellis gelingt es jedoch, die Drahtzieher der Attentate und vor allem deren Geldgeber vom KGB in Paris dingfest zu machen. Als er Jane die Wahrheit sagen kann, hat Jean-Pierre Debout, der Kommunist ist und für die Gegenseite arbeitet, Jane gegen Ellis aufgebracht und stellt ihm eine Falle. Ellis bleibt nichts anderes übrig als zu flüchten. Jean-Pierre kann Jane überreden ihn zu heiraten und mit ihm auf eine Hilfsmission nach Afghanistan zu gehen. Jean-Pierre ist Arzt und Jane soll ihm dort assistieren, nachdem sie in Paris noch in aller Eile als Krankenschwester ausgebildet worden ist.

## Handlung
In Afghanistan stellt sich für Jane relativ schnell Ernüchterung ein. Sie ist frustriert über den Krieg und das sinnlose Töten, sie ist viel allein und ihre Ehe mit Jean-Pierre läuft auch nicht so, wie sie es sich vorgestellt hat. Absichtlich setzt sie die Verhütungsmittel ab und bekommt in Afghanistan ein Kind.
Ellis arbeitet in Washington für die CIA, kann jedoch Jane nicht vergessen. Seine Vorgesetzten ahnen dies und geben ihm so einen guten Grund, dass er sich mehr oder weniger freiwillig zu einer Mission in Afghanistan meldet: Er soll verfeindete Stammesführer im Kampf gegen die Sowjetunion im Land vereinen und ihnen als Gegenleistung Waffenlieferungen – vor allem tragbare Luftabwehrraketen – zusichern. In der Hoffnung, Jane wiederzusehen, sagt Ellis zu. 
Jane hat inzwischen herausgefunden, dass auch Jean-Pierre ein Spion ist, und ist zutiefst enttäuscht, dass sie zweimal auf solche Männer hereingefallen ist. Sie zerstört Jean-Pierres Funkgerät und zwingt ihn zu einer Heimkehr nach Frankreich, als plötzlich Ellis in ihrem Dorf auftaucht und tatsächlich ein Treffen mit Masoud und zwei anderen wichtigen Anführern des afghanischen Widerstands arrangieren kann. Jean-Pierre gelingt es jedoch, seinen Kontaktmann, den KGB-Oberst Anatoli in Kabul, zu benachrichtigen, um die Stammesführer bei ihrer Zusammenkunft zu überraschen und den Widerstand in Afghanistan zu beseitigen. Jane jedoch offenbart sich Ellis, der mit Masoud dieses Wissen ausnutzt, um den russischen Angreifern selbst eine Falle zu stellen. Jane muss auch feststellen, dass sie nie aufgehört hat, Ellis zu lieben, und nachdem er ihr erzählt, dass ihre Freunde in Paris Mörder und Terroristen waren, die er gejagt hat, vergibt sie ihm schließlich und die beiden kommen sich wieder näher.
Der Angriff der Russen wird erfolgreich abgewehrt, der Vertrag zwischen den Rebellen kommt zustande und Jane und Ellis finden wieder zueinander. Nachdem sie gemeinsam eine Nacht im Freien verbringen, durchsuchen die Russen mit mehreren Hubschraubern Janes Dorf, finden jedoch weder sie noch Ellis. Dass Jean-Pierre auf Seiten der Russen steht, ist jedem im Dorf bekannt, doch da sich Jane viele Freunde gemacht hat und sich nichts zuschulden kommen ließ, wird sie von den meisten Dorfbewohnern unterstützt. Ellis jedoch ist klar, dass er schleunigst das Land mit der Vereinbarung verlassen muss, weil er sonst riskiert gefangen genommen zu werden und so der russischen Propaganda in die Karten zu spielen. 
Auch Jane will nicht mehr zu ihrem Ehemann zurück und sich auf keinen Fall von Ellis trennen und so flieht sie mit Ellis und ihrer wenige Monate alten Tochter Chantal zu Fuß durch die raue Landschaft Afghanistans, um die Grenze zu Pakistan zu erreichen. Eine mörderische Jagd beginnt, die erst im Himalaya ihr Ende findet, wo sich Ellis, Jane, Jean-Pierre und Anatoli ein letztes Mal gegenüberstehen.
Ellis und Jane gelingt schließlich die Flucht. Zurück in Amerika beendet Ellis den aktiven Dienst bei der CIA und macht Jane einen Heiratsantrag.

## Historischer Hintergrund
Die meisten Personen und Handlungen des Romans sind durch den Autor frei erfunden. Der Krieg in Afghanistan war jedoch real, ebenso wie die im Roman behandelte historische Figur von Ahmad Schah Massoud. Auch die Bemühungen der CIA, den Widerstand mit Waffen – vor allem tragbaren Luftabwehrwaffen – auszurüsten, ist historisch belegt.

## Verfilmung
Das Buch wurde 1994 von Jim Goddard mit Timothy Dalton, Marg Helgenberger, Nigel Havers, Omar Sharif, Kabir Bedi und Jürgen Prochnow als Ken Folletts Roter Adler verfilmt.